# Storskalaloven
Storskalaloven er en grønlandsk lov fra 2012, der skal gøre Grønland attraktiv overfor udenlandske mine- og industriselskaber.  Loven giver selskaberne mulighed for at hente billig arbejdskraft til store anlægsprojekter i forbindelse med råstofudvinding. Loven har medført diskussioner blandt danske politikere, da Danmark stadig har ansvaret for Grønlands udenrigspolitik (herunder arbejdsvisum), og Folketinget skal derfor vedtage en dansk lov, som skal gøre storskalaloven mulig.
Også internt i Grønland er der forskellige meninger til loven, som vandt et flertal i det grønlandske landsting i 2012. Udbryderpartiet Partii Inuit fra Inuit Ataqatigiit med Nikku Olsen i spidsen, vil kæmpe for en folkeafstemning, før loven vedtages. Siumuts nyvalgte landsstyreformand Aleqa Hammond har bebudet at loven i den kommende tid vil blive revideret. Siumut stemte imod loven, da den var til afstemning i Landstinget.
Et af de danske politikeres kritikpunkter, har været at Kuupik Kleists regering har søgt at gøre Grønland så attraktivt for udenlandske virksomheder, at Grønland ikke ville få nok royalties ved udvinding af råstoffer. Dansk Folkepartis udenrigsordfører Søren Espersen har udtrykt glæde over valgresultatet, da Siumut ligesom ham har været bekymret over lovens udformning.

## Lovens indhold
Projekter skal opfylde visse krav, før de blive omfattet af storskalaloven:
- Projektets anlægsomkostninger skal overstige fem milliarder kroner.
- Projektet skal udføres af private selskaber, som dog skal organiseres i et aktieselskab med hjemsted i Grønland.
- I anlægsfasen må der ansættes udenlandsk arbejdskraft (og efter udenlandsk overenskomst), der har til formål at sikre at Grønland ikke går glip af store projekter, grundet det høje lønniveau.
- Når anlægget er færdigt, må der ansættes udenlandsk arbejdskraft til grønlandsk overenskomst, hvor mindstelønnen er 80 kr./timen. Arbejdsgiveren har dog muligheden for at fratrække kost og logi, beklædningsudgifter, rejse og forsikring, hvilket reelt betyder lønnen kan være det halve af, hvad en grønlandsk ufaglært modtager.
- Vilkår for ansættelse af udenlandske arbejdere må ikke stride imod Grønlandsk lov.
- I forbindelse med ansættelse af udenlandsk arbejdskraft, skal virksomheden indgå en trepartsaftale med Selvstyret og kommunen, der bl.a. skal redegøre for, hvordan virksomheden i fremtiden tænker at bruge grønlandsk arbejdskraft.
- Hvis der skal komme udenlandsk arbejdskraft til Grønland, skal dette godkendes af de danske udlændingemyndigheder, da lovens regulering er i strid med danske opholds- og arbejdstilladelser.

## Revideringer 2013
Mandag den 29. april 2013 har landstyreformand Aleqa Hammond meddelt, at hun vil revidere loven på flere områder. Forslaget indebærer bl.a. at det lokale rederi Royal Arctic Line vil få mulighed for at byde ind på transport af råvarer og mandskab. Desuden er det forslået at de grønlandske fagorganisationer skal stå for løn- og ansættelsesvilkår for udenlandske gæstearbejdere.

## Fodnoter
1. 1 2 3  Danmark skal godkende grønlandsk storskalalov Arkiveret 11. december 2012 hos  Wayback Machine Berlingske Nyhedsbureau(Hentet 13-03-2013)
2. ↑  OVERBLIK: Få styr på den grønlandske storskalalov Ritzau(Hentet 13-03-2013)
3. ↑  Nyt grønlandsk parti vil have folkeafstemning om storskalalov Politiken(Hentet 13-03-2013)
4. ↑  Siumuts valgsejr får konsekvenser for storskalalov Jyllands-Posten(Hentet 13-03-2013) (kræver abonnement)
5. ↑  Kampen om Grønlands oliemilliarder Berlingske Business(Hentet 13-03-2013)
6. ↑  DF: Grønland skal stramme storskalaloven Jyllands-Posten(Hentet 13-03-2013)
7. 1 2  Krarup, Poul (29. april 2013). "Revision af Storskalaloven". Sermitsiaq. s. 8. Arkiveret fra originalen (Betalingstjeneste) 5. maj 2013. Hentet 3. maj 2013 (grønlandsk) (dansk). {{cite news}}: Tjek datoværdier i: |access-date= (hjælp)